# برخورد صاعقه

تصویر سراسرنما از اصابت صاعقه‌ها در بخارست، رومانی

برخورد صاعقه (انگلیسی: Lightning strike) یا در اصطلاح عامه برخورد رعدوبرق، عبارت است از تخلیه بار الکتریکی میان اتمسفر و یک جسم یا سطح زمین. صاعقه‌ها غالباً در ابر کومه‌ای‌بارا تشکیل می‌شوند و مقصد بیشتر آنها سطح زمین است و به همین مناسبت دارای اصطلاح cloud-to-ground یا ابر به زمین  (به‌شکل خلاصه C.G.) هستند. در حدود ۲۵٪ از رویدادهای صاعقه‌ها در سراسر جهان ناشی از برخورد میان اتمسفر و اشیاء زمینی است. بخش عمده‌ای از صاعقه‌ها، صاعقه‌های درون‌ابری یا ابر تا ابر است. این یعنی درست همان‌جایی که درصد بیشتری از صاعقه‌ها به وقوع می‌پیوندند. حداقل یک مرتبه در طول سال، هواپیماهای متوسط تجاری مورد اصابت صاعقه قرار می‌گیرند اما مهندسی ساخت و طراحی مدرن آنها به‌گونه‌ای است که این موضوع به ندرت می‌تواند مشکل‌آفرین باشد و این در حالی است که حرکت هواپیماها در میان ابرها گاهی می‌تواند منجر به ایجاد صاعقه گردد.
برخورد صاعقه‌ها می‌تواند باعث ایجاد صدمات شدیدی گردد. میزان مرگ‌ومیر بر اثر اصابت صاعقه‌ها می‌تواند بین ۱۰٪ تا ۳۰٪ باشد و این در حالی است که ۸۰٪ بازماندگان از برخورد صاعقه ممکن است صدمات جسمی طولانی‌مدت را تحمل نمایند. این صدمات شدید معمولاً در اثر سوختگی حرارتی ایجاد نمی‌شوند چرا که جریان برخورد برای گرم کردن انبوه بافت‌ها خیلی کوتاه است و مشکل عمده آنجا است که ممکن است اعصاب و ماهیچه‌ها به واسطهٔ جریان ولتاژ مستقیم و شدید دچار روزنه‌هایی در غشای سلولی گردند. فرایندی که منجر به الکتروپوراسیون می‌شود. سالانه در حدود ۲۴۰۰۰۰ حادثهٔ منجر به جراحت مربوط به برخورد صاعقه رخ می‌دهد. تعداد تلفات سالیانه بسیار متفاوت است. یک برآورد حاکی از آن است که برخورد صاعقه‌ها باعث مرگ ۶۰۰۰ نفر در طول سال می‌گردد. از طرف دیگر، بر پایهٔ اظهارات مؤسسه نشنال جئوگرافیک، سالانه ۲۰۰۰ نفر در سراسر جهان بر اثر اصابت صاعقه جان خود را از دست می‌دهند.
بر پایهٔ گزارش اداره ملی اقیانوسی و جوی در طول ۲۰ سال گذشته، ایالات متحدهٔ آمریکا به‌طور متوسط به دلیل برخورد صاعقه تلفاتی بالغ بر ۵۱ کشته در طول سال داشته‌است که این کشور را در جایگاه دوم و بعد از سیل قرار داده‌است. این گزارش همچنین می‌افزاید که در ایالات متحده بین ۹ تا ۱۰٪ افرادی که مورد اصابت صاعقه قرار می‌گیرند فوت می‌شوند. در کیسی که در غرب کنیا واقع است، هر سال در حدود ۳۰ نفر بر اثر اصابت صاعقه جان خود را از دست می‌دهند. نرخ بالای تلفات صاعقه در کیسی به واسطهٔ سقف‌های فلزی بسیاری از سازه‌ها است. تلفات برخورد مستقیم صاعقه می‌تواند بیشتر از موارد گزارش شده باشد.

## تاثیر بر طبیعت و پوشش گیاهی
درخت‌ها انتقال‌دهندگان طبیعی صاعقه به زمین هستند. از آنجایی که شیره گیاهی درخت رسانای نسبتاً ضعیفی است، مقاومت و رسانایی الکتریکی آن باعث تشکیل بخار گرم و در نهایت انفجار درخت می‌گردد. در مناطق کم‌جمعیت مانند خاور دور روسیه و سیبری، برخوردهای صاعقه یکی از دلایل عمدهٔ آتش‌سوزی جنگل‌ها است. دود و غبار متراکم ناشی از آتش‌سوزی‌های بزرگ جنگل می‌تواند باعث ایجاد بار الکتریکی مضاعف شده و آتش‌های پراکندهٔ بسیاری را در جهت وزش باد شکل دهد.

## نگارخانه

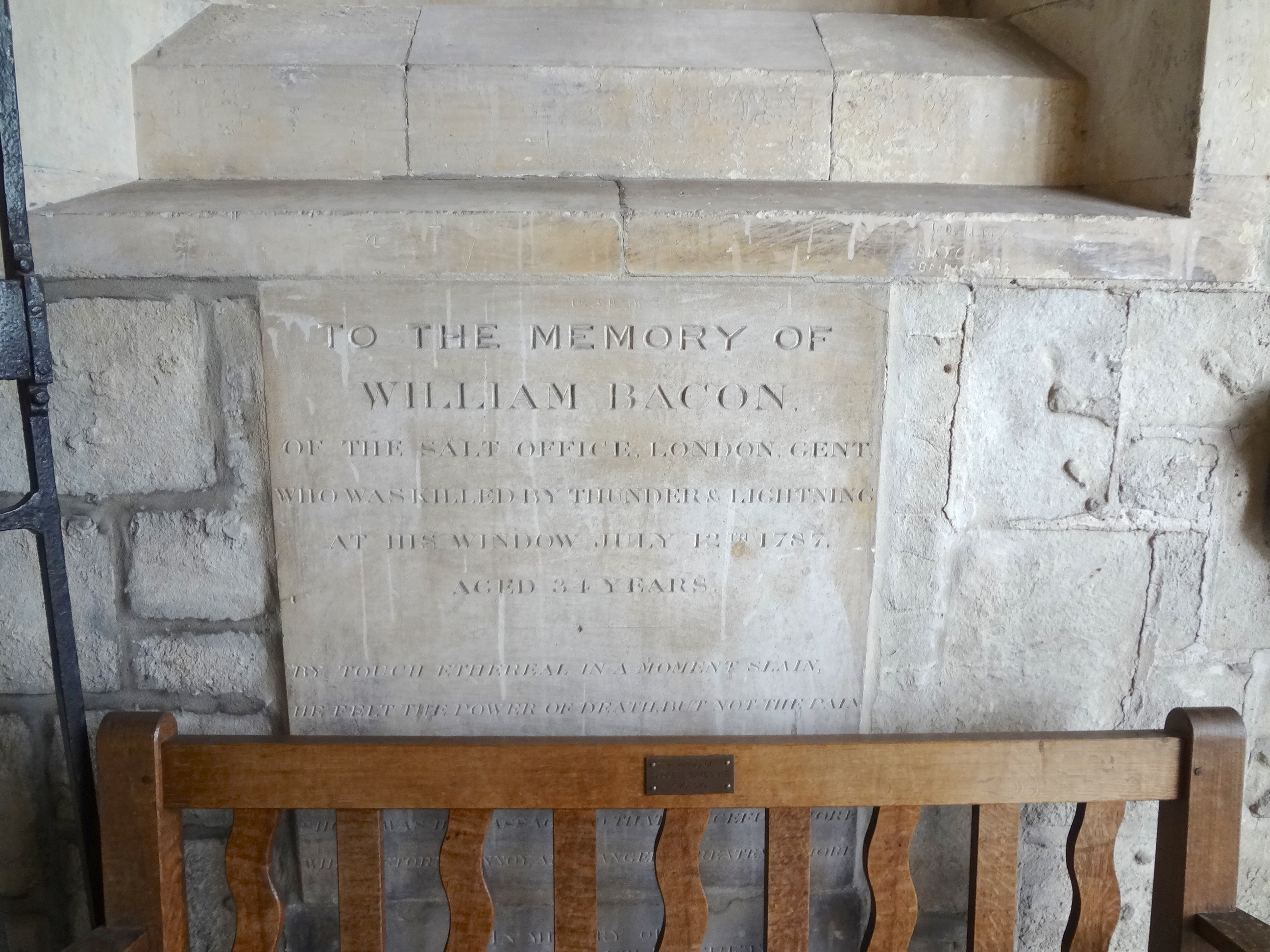
مقبرهٔ مردی فوت شده بر اثر اصابت صاعقه در لندن
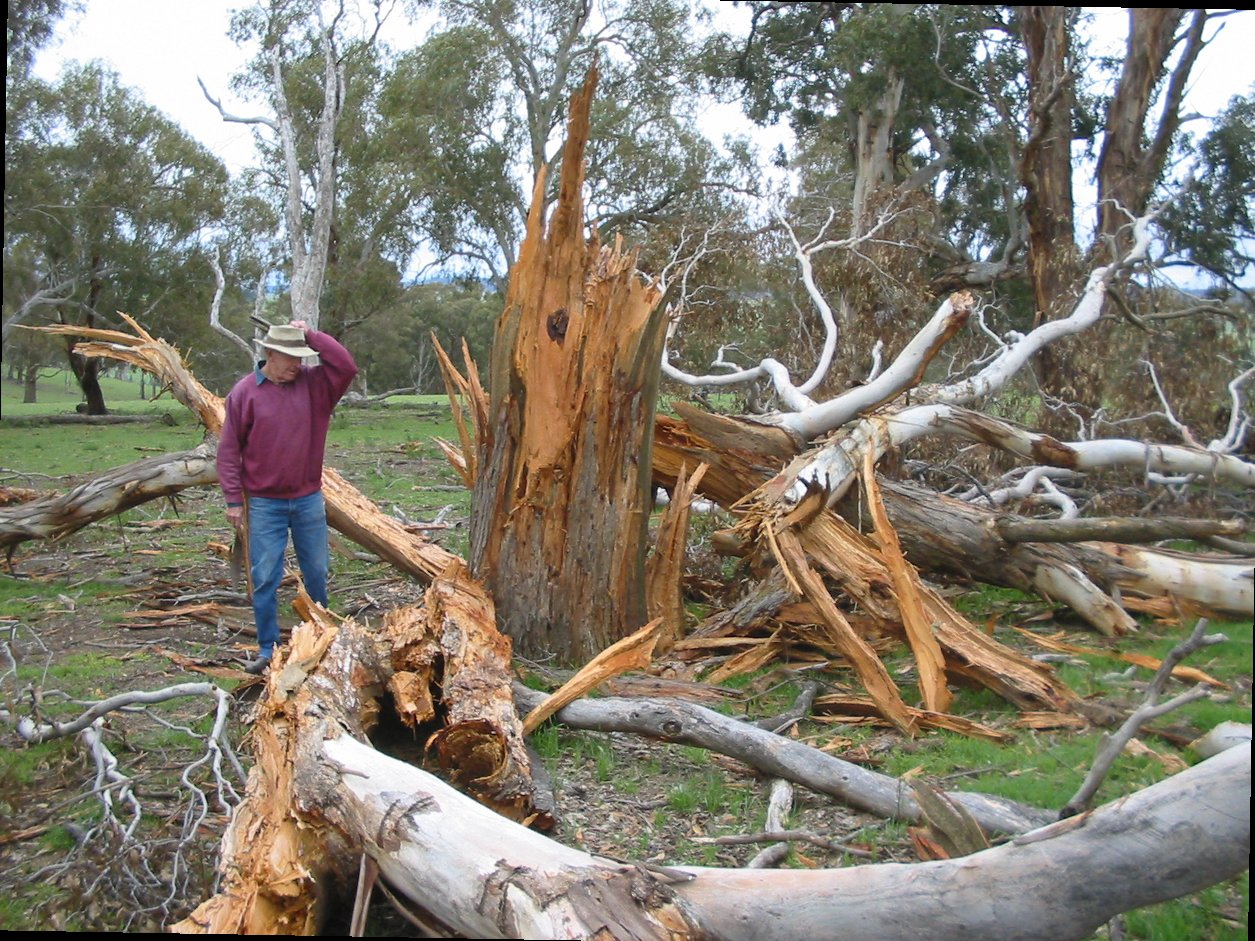
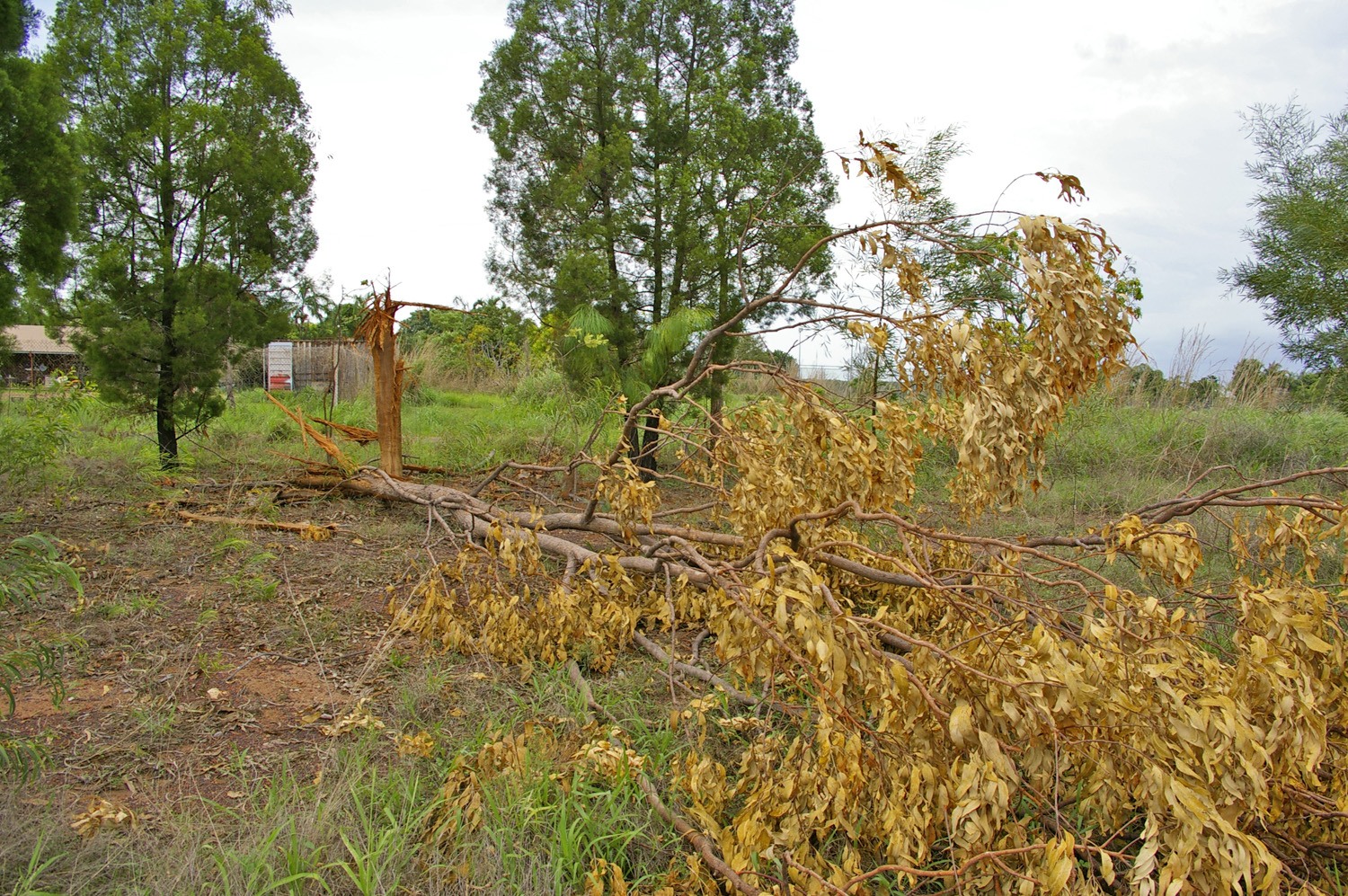
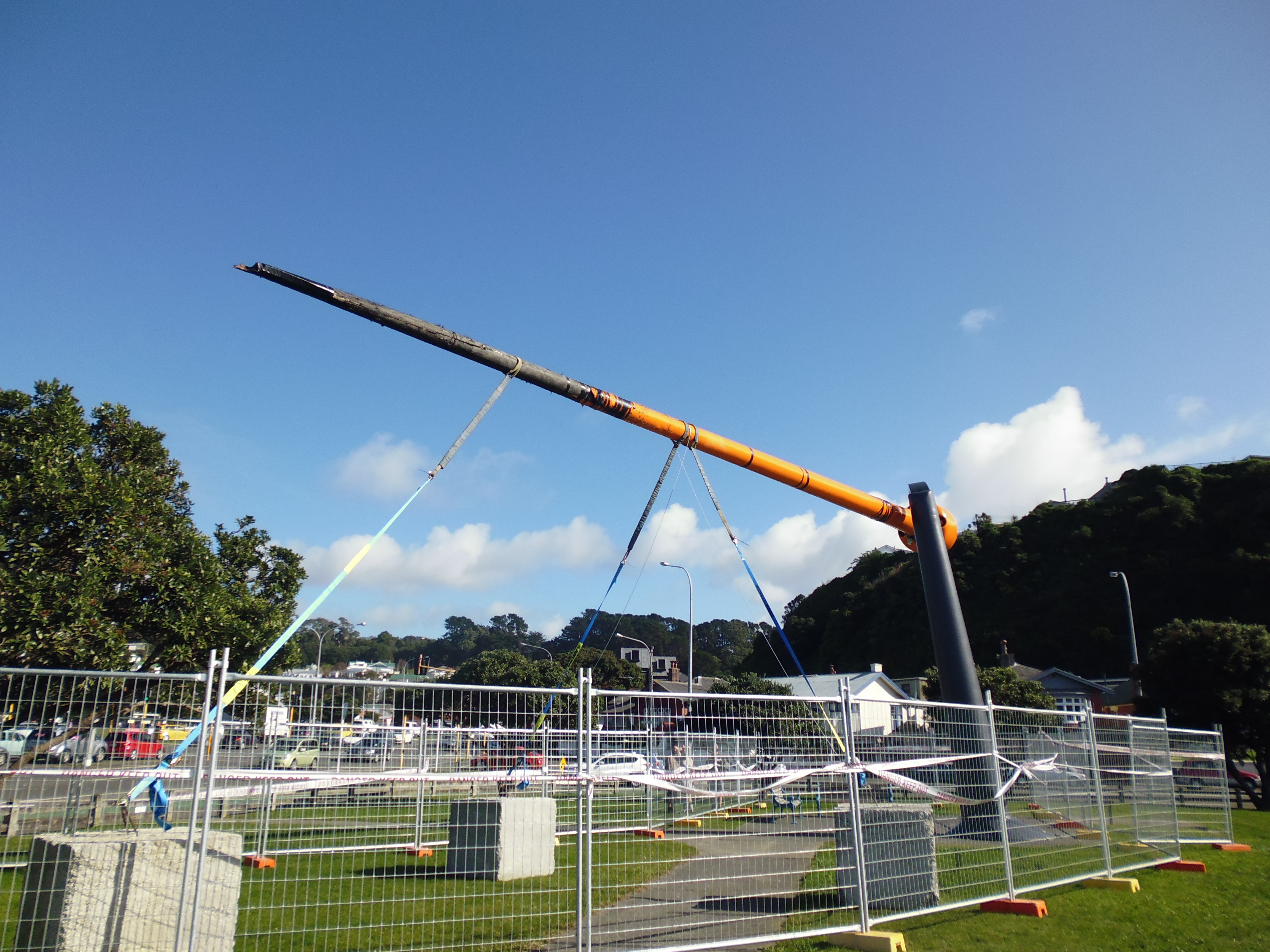
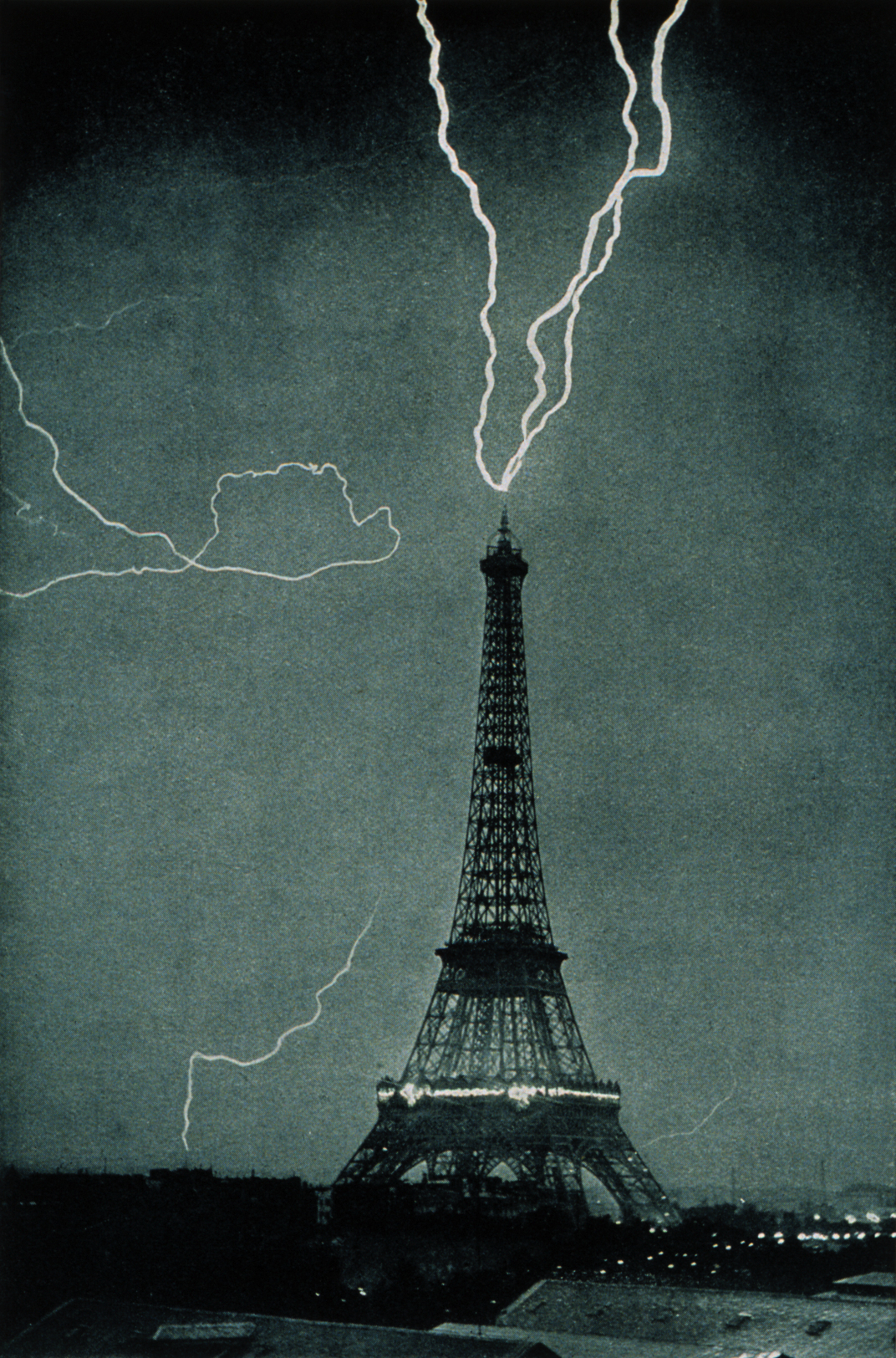
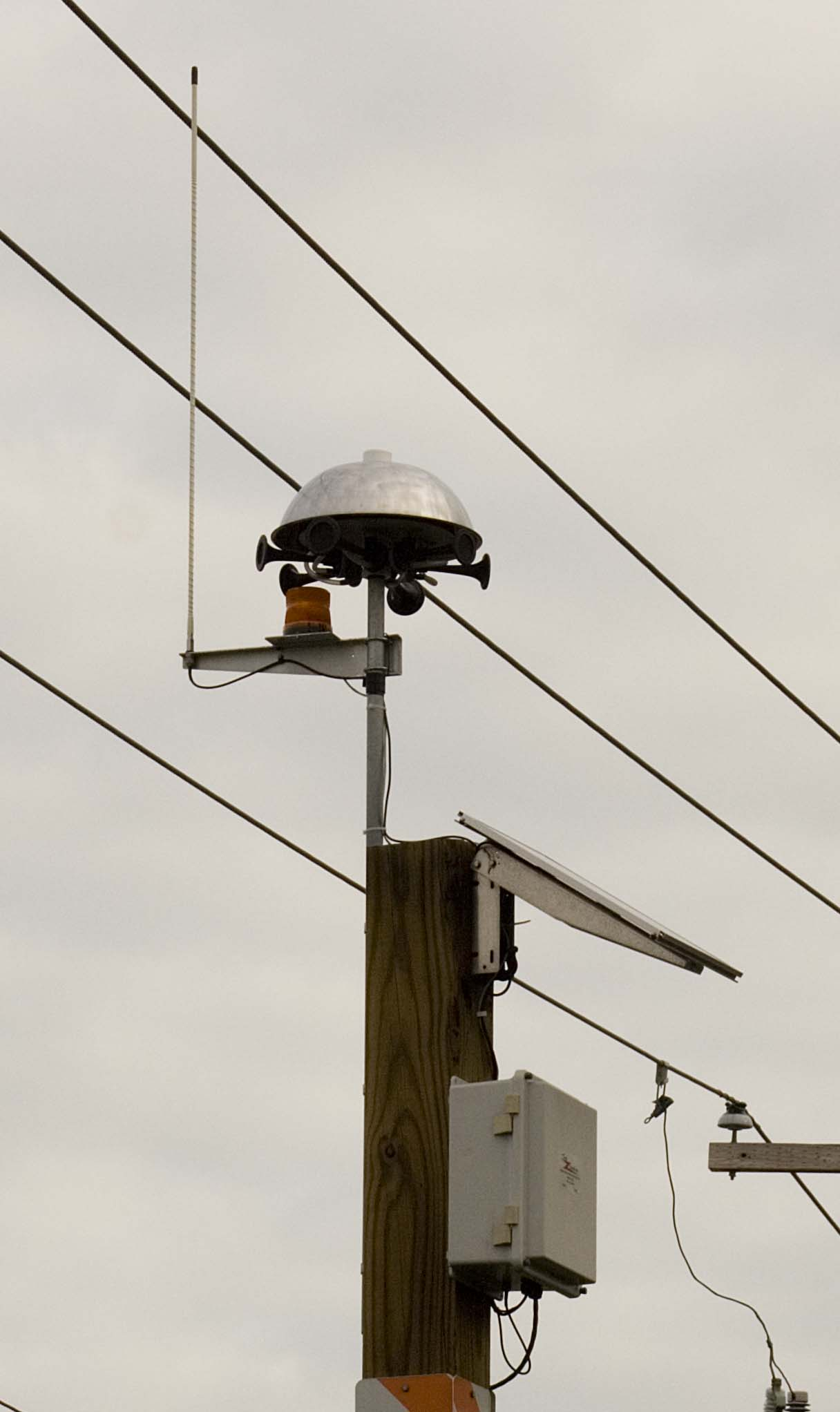
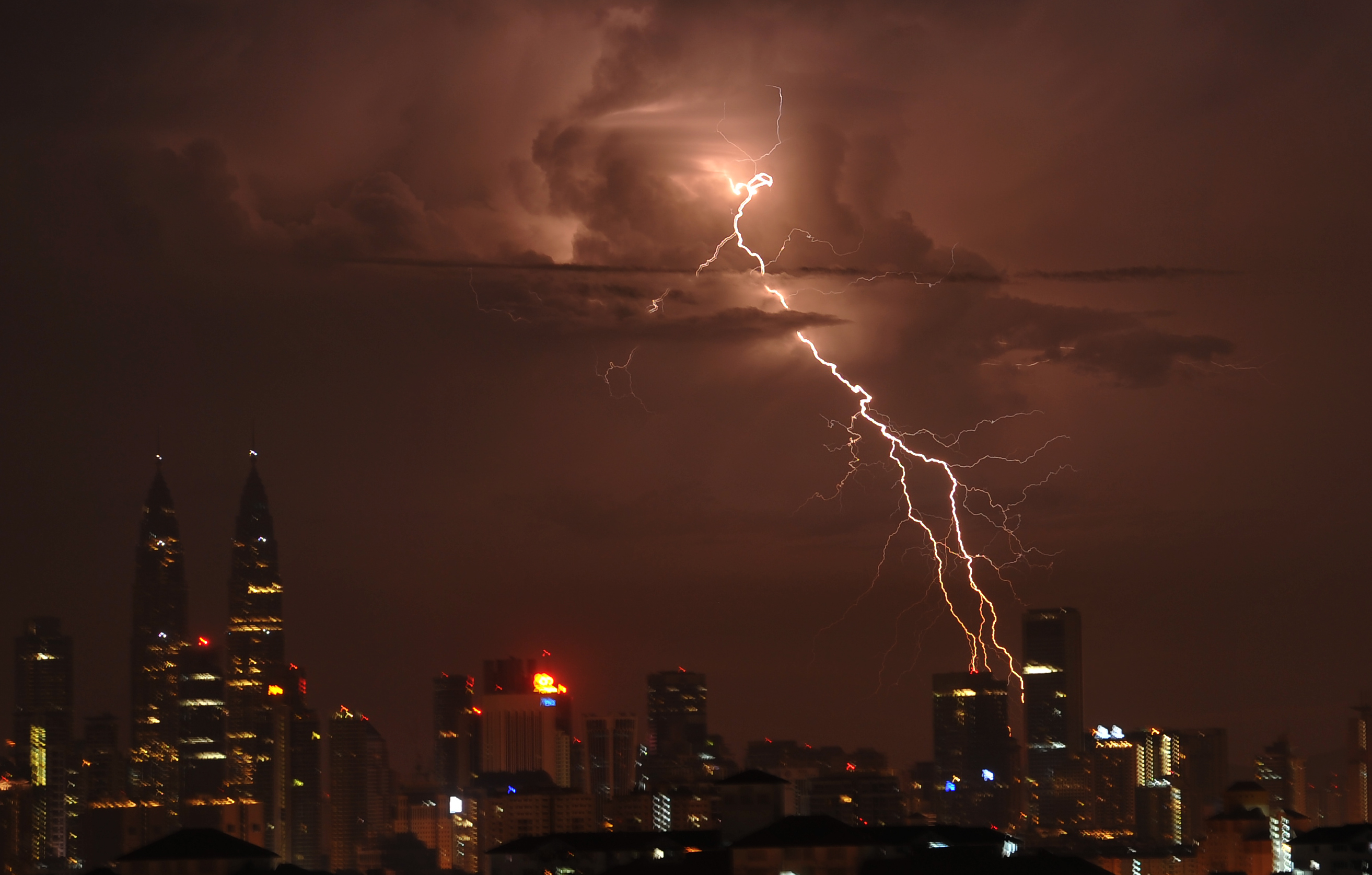
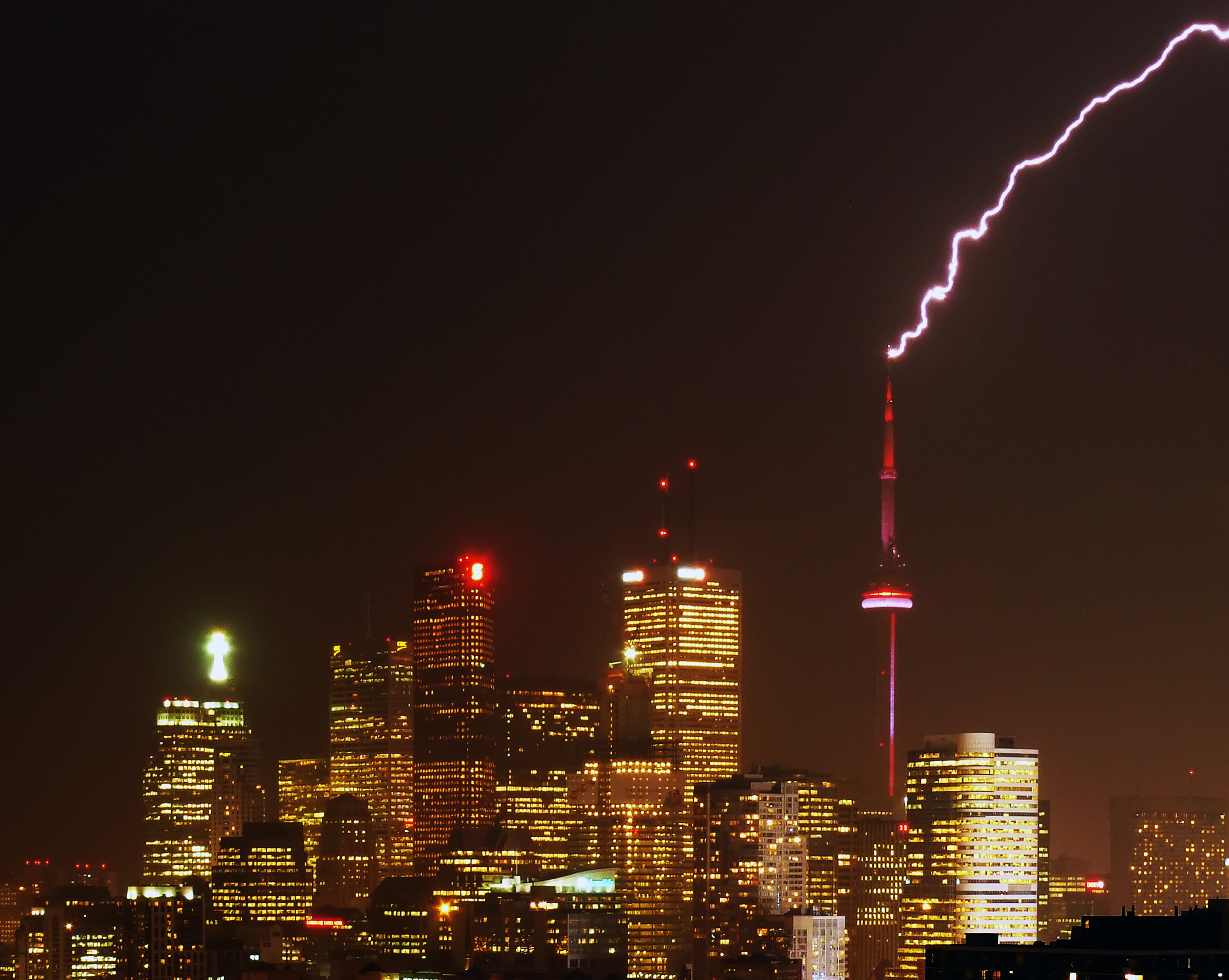
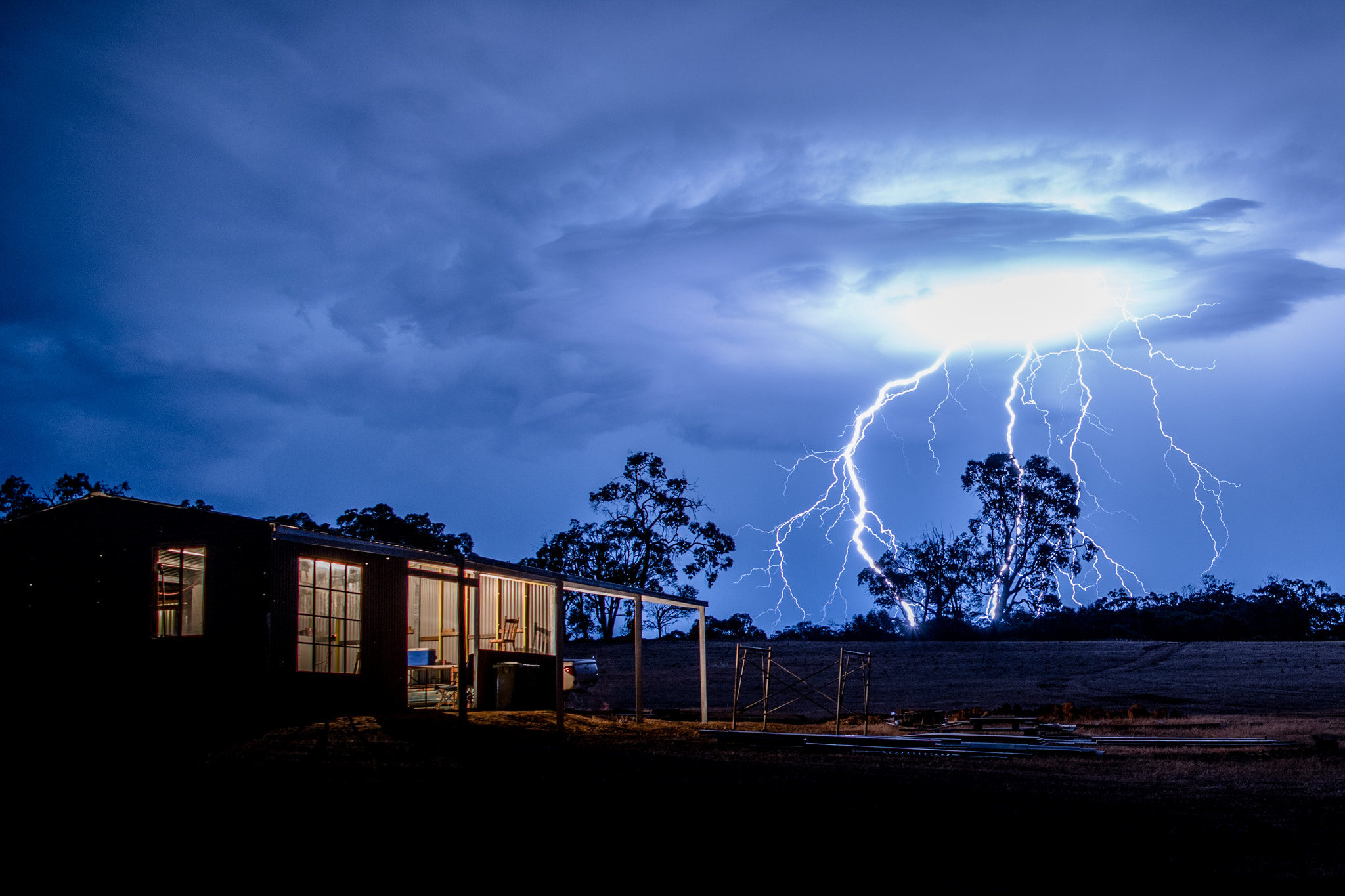